# 2836 Szobolev
A 2836 Szobolev (ideiglenes jelöléssel 1978 YQ) a Naprendszer kisbolygóövében található aszteroida. Nyikolaj Sztyepanovics Csernih fedezte fel 1978. december 22-én.